# Vesec u Sobotky
Vesec u Sobotky je malá vesnice, místní část obce Libošovice v okrese Jičín, nalézající se asi 1 km jižně od Libošovic. Ve vesnici se nacházelo počátkem roku 2007 celkem 27 domů, ve kterých žilo asi 12 stálých obyvatel. Zástavba vsi je od roku 1995 chráněna jako vesnická památková rezervace. Ve vsi se dochovalo mnoho krásných roubených staveb využívaných většinou jako rekreační chalupy.

## Pamětihodnosti
- Socha svatého Jana Nepomuckého
- Sloup se sousoším Nejsvětější Trojice
- Venkovské usedlosti čp. 1, 3–5, 7, 9–16, 18 a 20
- Stříbrný topol, památný strom
- Přírodní rezervace Údolí Plakánek

## Vesec ve filmu
V obci se také natáčelo několik scén z filmů Jára Cimrman ležící, spící, Jak dostat tatínka do polepšovny, V zámku a podzámčí nebo Přijela k nám pouť.

## Roubené domy v památkové rezervaci

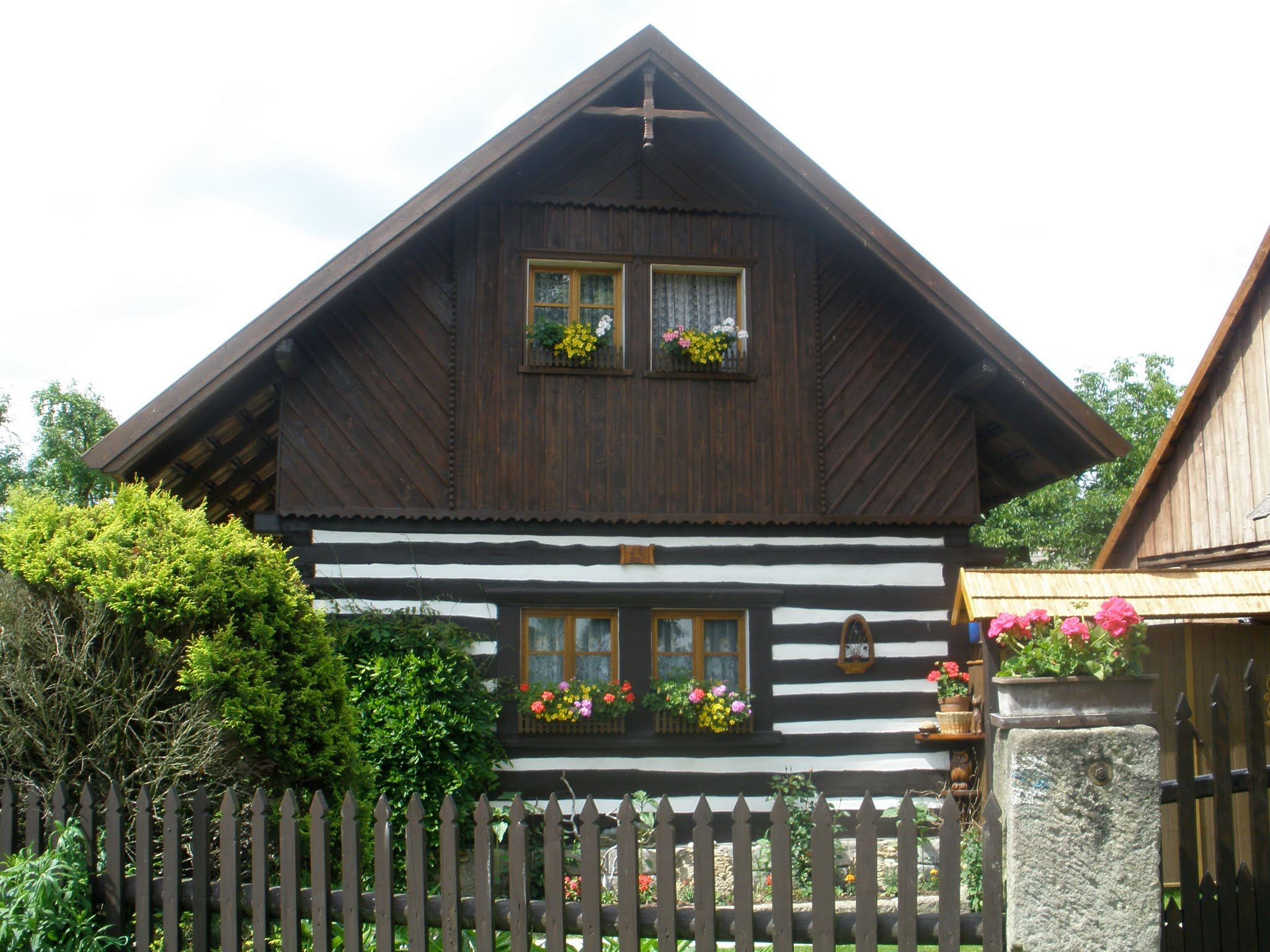
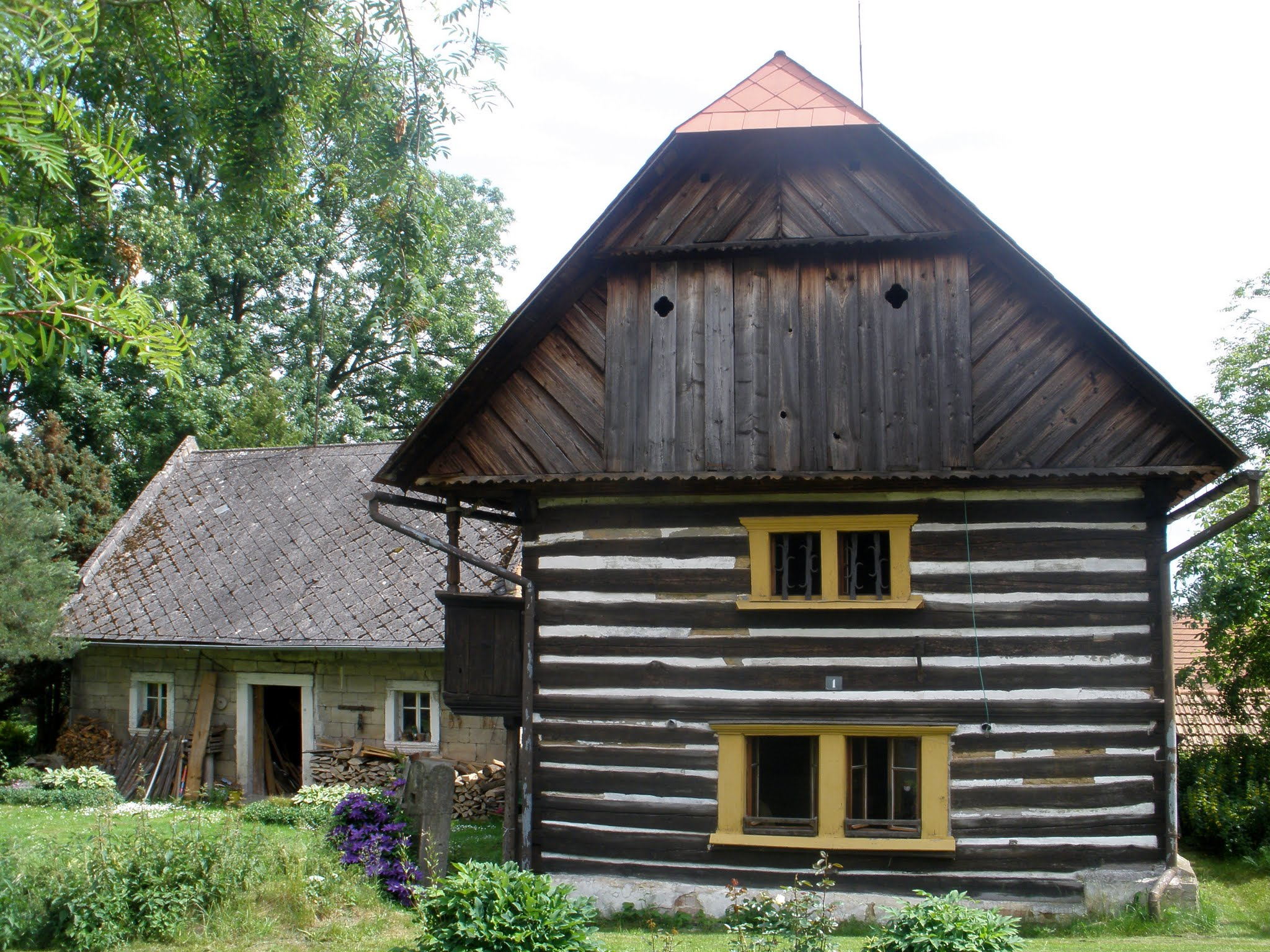
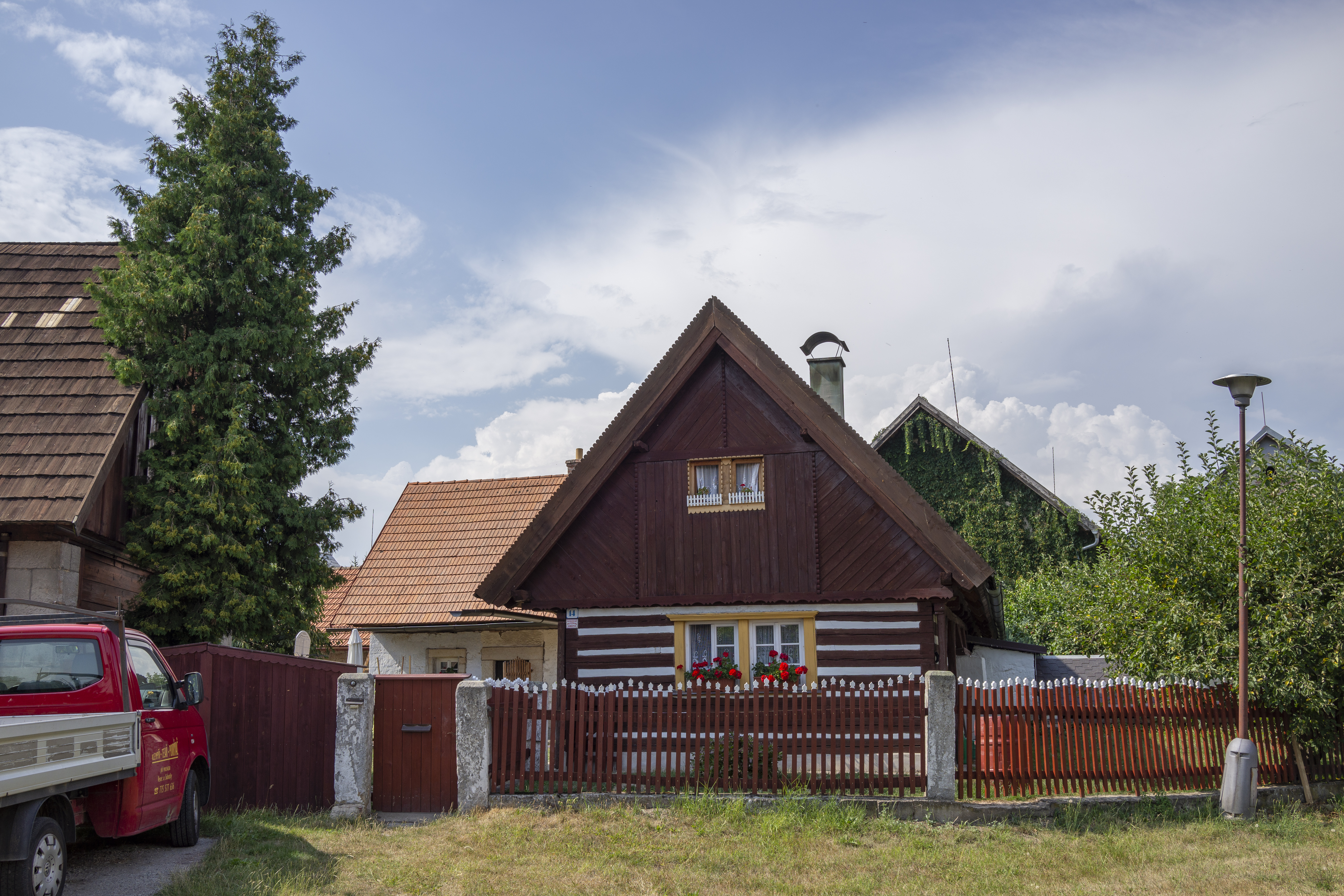
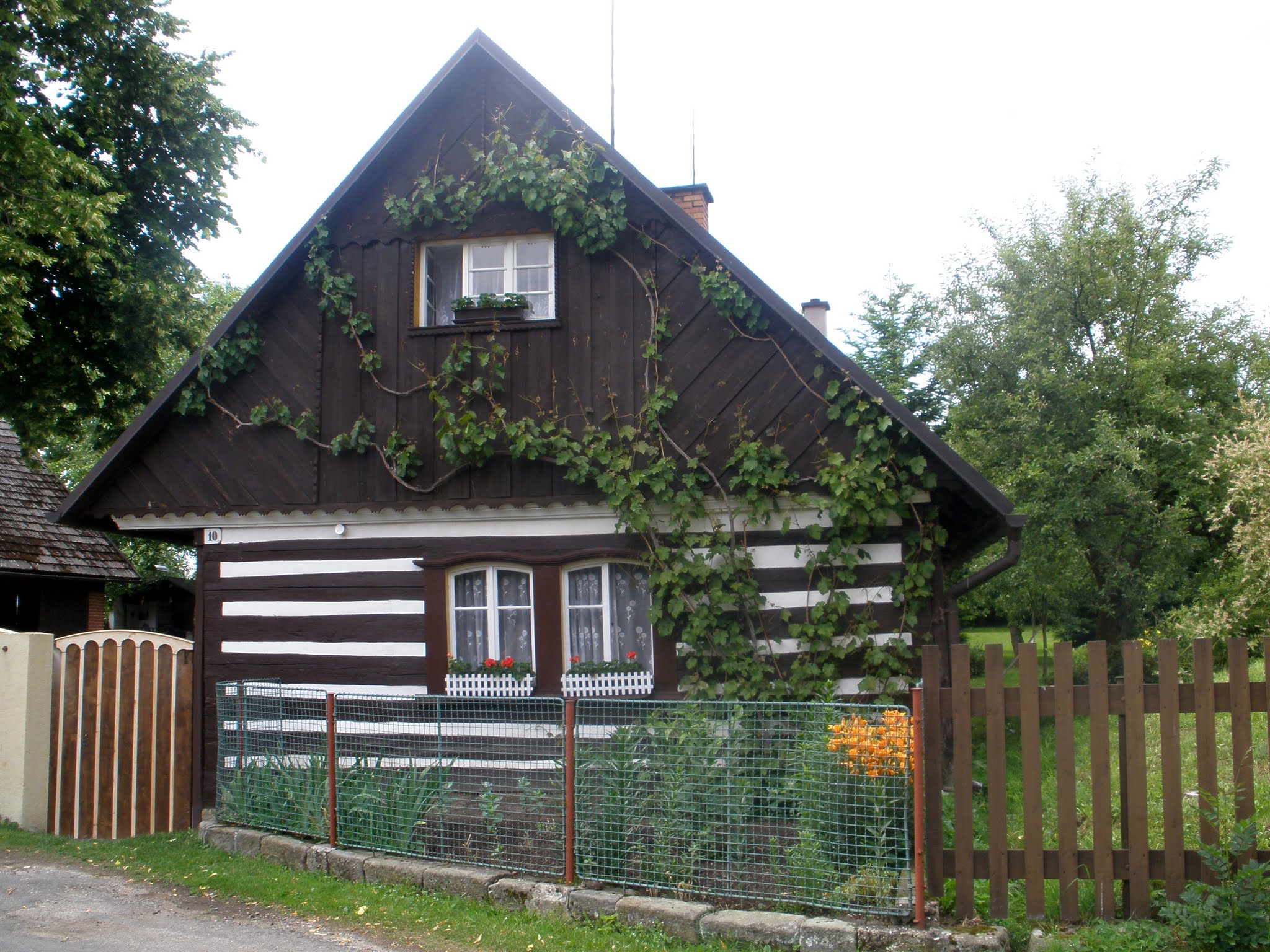
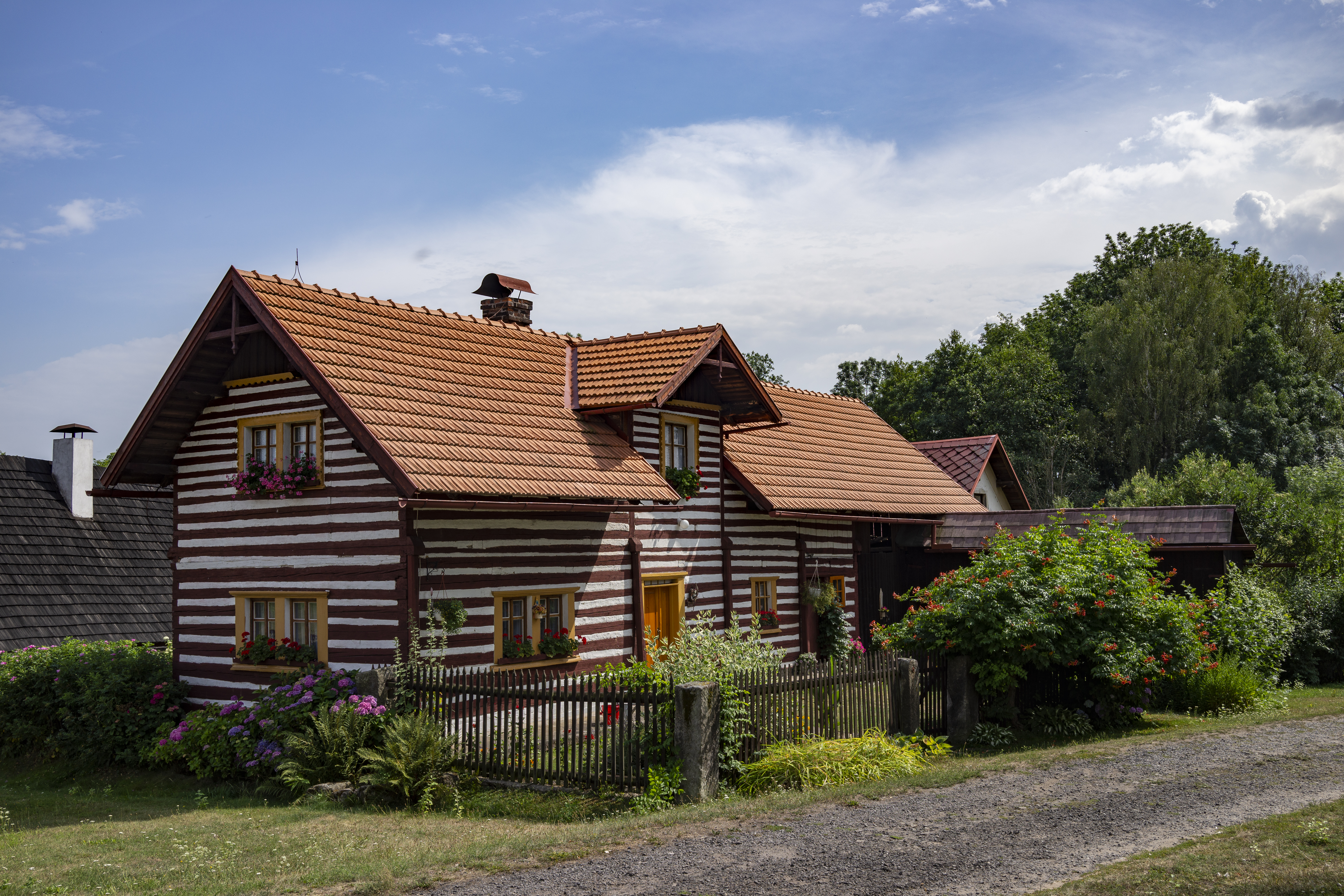